# Байшади
Байшади́ (рос. Байшады, башк. Байшаҙы) — присілок у складі Бураєвського району Башкортостану, Росія. Входить до складу Тепляківської сільської ради.
Населення — 135 осіб (2010; 188 у 2002).
Національний склад:
- удмурти — 93 %